# Пиво в Австрии

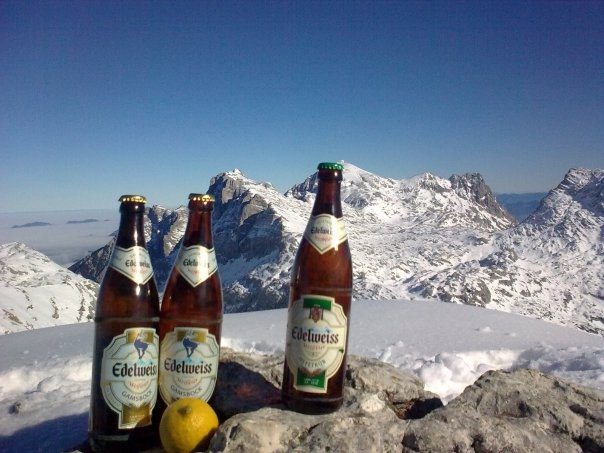
Австрийское пиво в Австрийских Альпах

Пиво в Австрии выпускается в самых разнообразных стилях и на многих пивоваренных заводах, разбросанных по всей стране, хотя на рынке преобладают в основном несколько крупных пивоваренных компаний. Австрийские пивовары никогда не были предметом строгих ограничений немецкого закона чистоты пива 1516 года, и результатом стал более широкий, чем в Германии, спектр материалов и технологий пивоварения. Самое популярное пиво Австрии похоже на немецкий мэрцен, хотя австрийский стиль немного отличается.

## История
Пивоварение возникло в Австрии одновременно с Германией и Чехией, первоначально варят пиво в основном в монастырях. В первой половине XIX века Вена стала важным европейским центром пивоварения.
Хотя, по словам самих австрийцев, в их стране развито виноделие, сегодня пивоваренная отрасль переживает подъем, и согласно статистике, Австрия занимает второе место в мире потребления пива на душу населения (после Чехии) — на каждого австрийца приходится по 107,8 литров выпитого пива ежегодно.

## Производство и стили

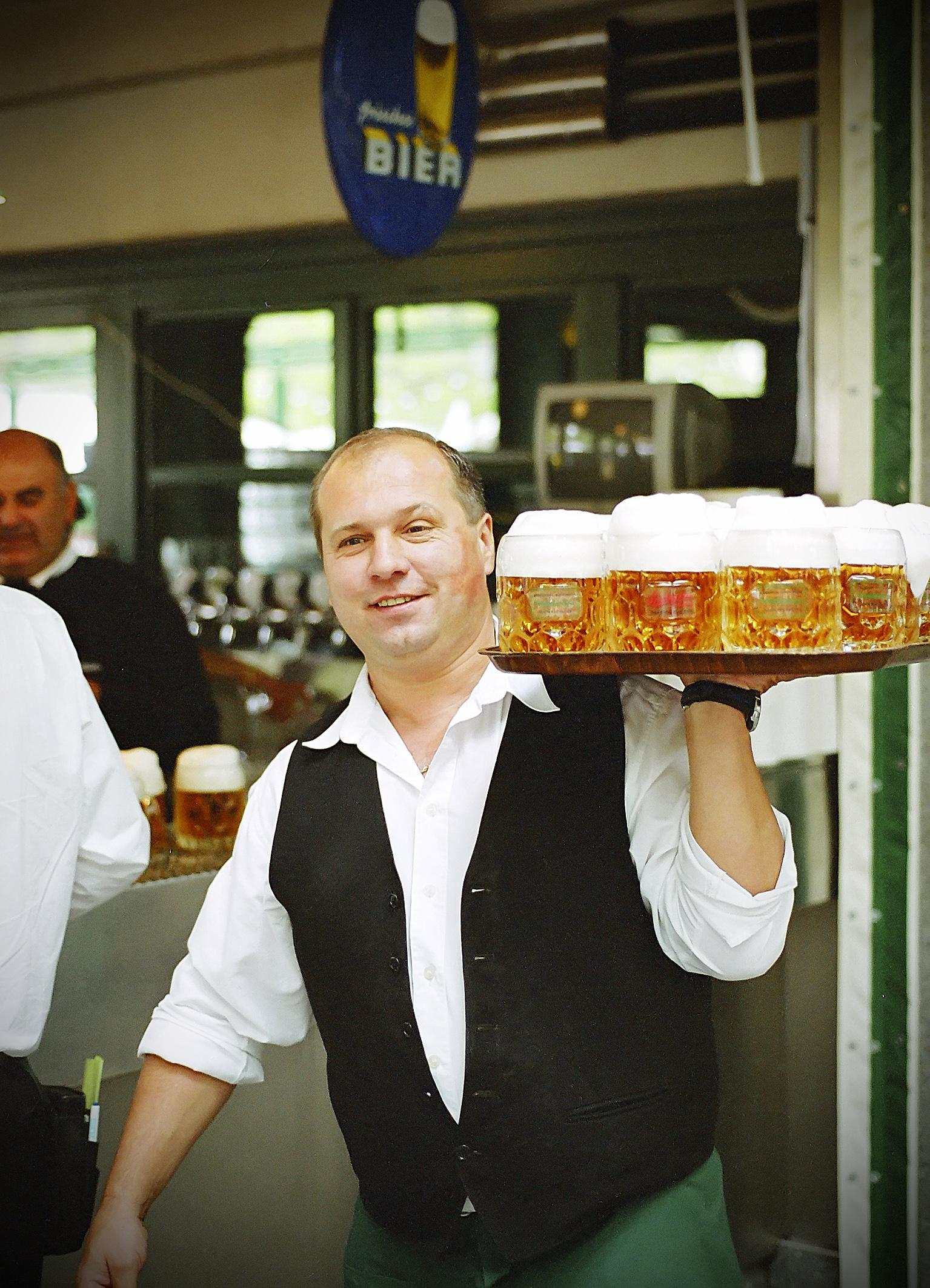

Современный австрийский рынок относительно невелик, местные пивоварни производят более 360 различных сортов пива, с общим годовым производством более 8 миллионов гектолитров.
Статистика пивоваренной отрасли в Австрии в 2012 году дает следующие данные:
- Объем производства: 8,917 млн гл (гектолитров)
- Объем экспорта: 713,000 гектолитров
- Объем импорта: 673,000 гектолитров
- Потребление: 9105000 гектолитров
- Существующих пивоваренных заводов: 170 (+ 97 микропивоварен)[1].

По технологии большинство сортов пива производится методом низового брожения, наиболее распространены в настоящее время светлые лагеры, наиболее известные среди них Gösser, Stiegl, Zipfer, Ottakringer, Schwechater, Egger, Wieselburger, Fohrenburger, Hirter, Kaiser, Zwettler. Помимо этого, у австрийских пивоваров есть традиции производства мартовского пива — Gösser Märzen, Zipfer Märzen, цвикельбира — Schwechater Zwikl, бок-бира и доппельбока — Gösser Bock, Eggenberg Urbock 23, Ottakringer 2000, вискисолодового пива — Eggenberg Nessie и рождественского пива — Samichlaus.
Помимо этого, Австрия гордится местным пшеничным пивом, производимым методом верхового брожения — Edelweiss Weissbier, Stiegl-Weisse и другие.

## Стили австрийского пива

### Венский лагер

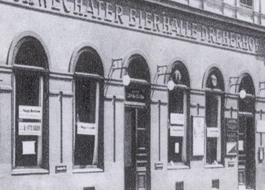
Фасад венской пивоварни Дреера, 1859 г.

Венский лагер (Vienna lager) — вид «европейского янтарного лагера» (European Amber Lager). Стиль был создан в 1840 году австрийским пивоваром Антоном Дреером на пивоваренном заводе Schwechat и был назван венское пиво, или венский лагер. Дреер создал большую пивоваренную компанию в Вене, а позже основал пивоварни в Будапеште, Триесте и Михаловце (Богемия). В 1930-е годы венская пивоварня обанкротилась, и новый пивной стиль перестал выпускаться в Австрии. В настоящее время венский лагер пользуется популярностью в основном по другую сторону Атлантики — в таких странах, как Мексика и США.
Своими качествами этот тип пива обязан венскому солоду. Используется только высококачественный солод в сочетании с континентальным европейским хмелем благородных сортов. Венский лагер отличается ярко-красным цветом от янтарного до медного; прозрачностью; обильной, жёлтой и устойчивой пеной, богатым солодовым вкусом венского или мюнхенского солода, хмелевыми нотками. Содержание спирта в диапазоне от 4,5 до 5,7 об.%. На сегодняшний день производится несколькими австрийскими пивоваренными заводами. Примеры марок — Ottakringer Wiener Original, Schloss Eggenberg Nessie, Stiegl-Ambulanz Wiener Lager, Gusswerk Wiener Lager, Gablitzer Wiener Lager, Brew Age Malzstrasse.

### Steinbier

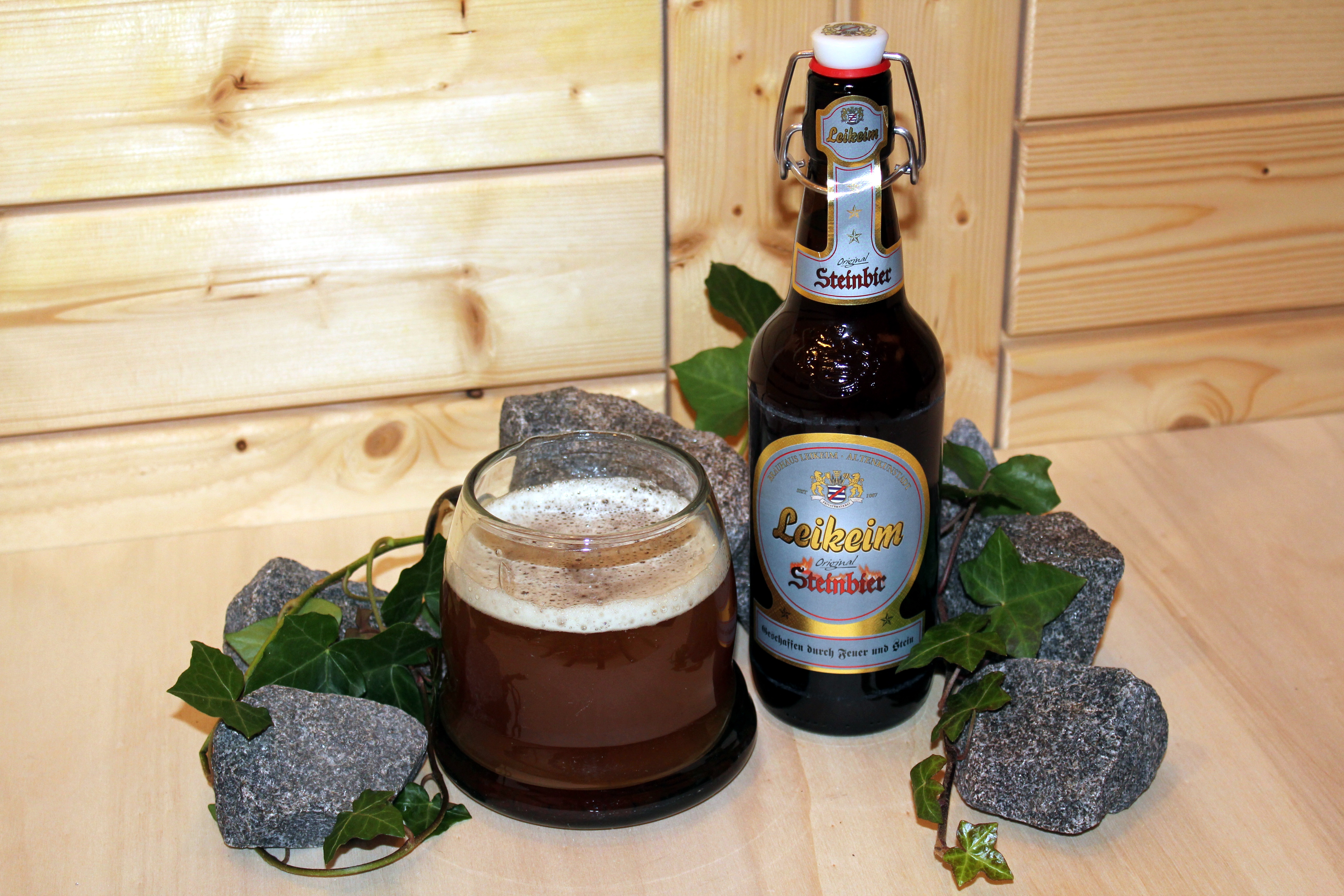
Каменное пиво

Steinbier (от нем. Stein — «камень»), также известное как каменное пиво, является традиционным специальным пивом, которое было распространено в Каринтии вплоть до начала 20-го века. Оно было также популярно в Скандинавии, Франконии и Юго-Западной Германии. Сегодня производится редко отдельными пивоваренными заводами в Германии, Австрии и США. Оно получило своё название из-за технологии варки сусла, который кипит благодаря установке на горячие камни. В прошлом сосуды для варки часто делались из дерева, так что не было возможности нагревать их на огне. Таким образом, единственным способом кипячения сусла было нагревание при помощи камней. Полученное этим методом пиво отличается от обычного, так как камни карамелизируют содержащуюся в сусле мальтозу. В результате на камни оседают отложения сахара с ярко выраженным ароматом дыма. После процеживания пива из варочного сосуда в сосуд для ферментации и охлаждения, «осахаренные» камни помещают в начале брожения в пиво. Во время брожения дрожжи быстро перерабатывают сахара, прилипшие к камням. Полученное пиво приобретает приятный дымный аромат и слегка сладковатый солодовый привкус. Обычно steinbier не фильтруется. Каменные сорта пива имеют содержание алкоголя от 4,5 до 7,2 об.%. Австрийская марка пива в этом экзотическом стиле — Gusswerk Urban-Keller’s Steinbier.

### Рождественское пиво

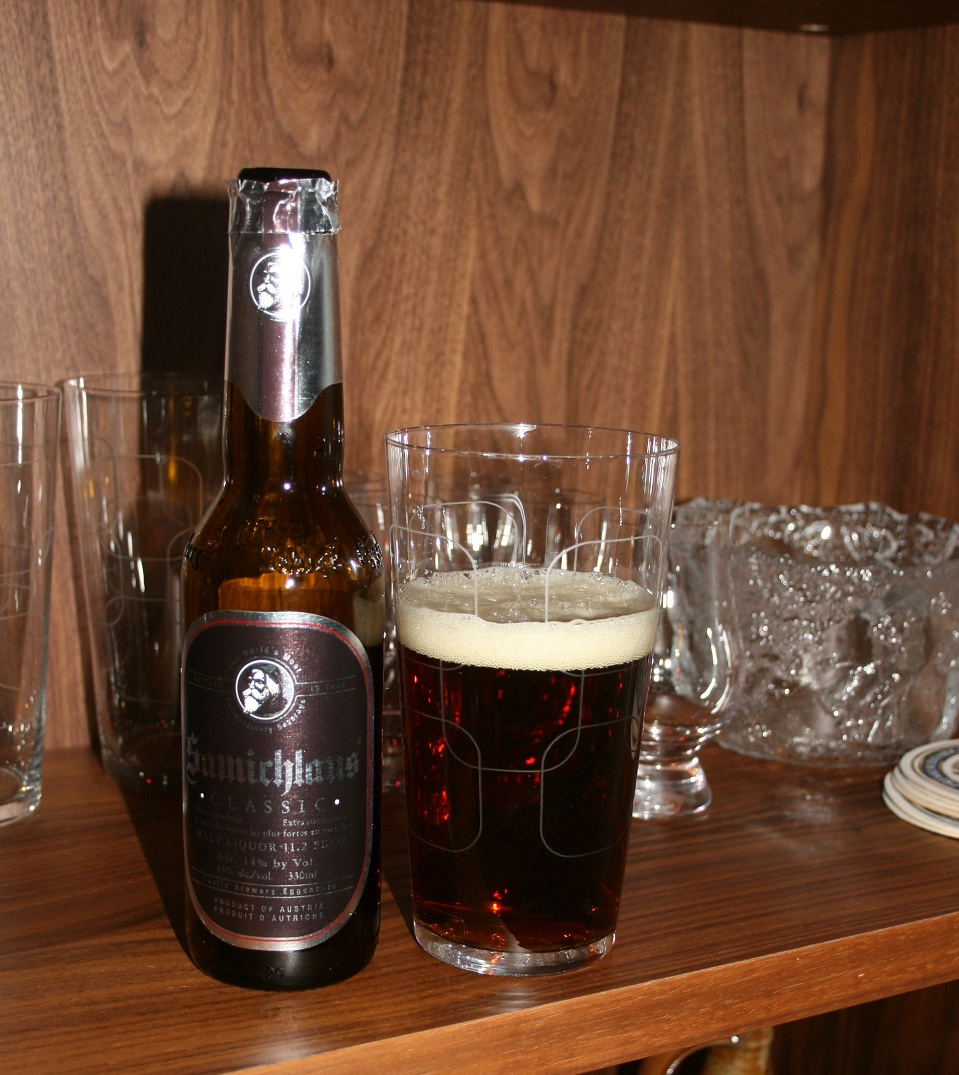
Рождественское пиво Samichlaus

Самая известная в мире марка рождественского пива — Samichlaus австрийской пивоварни Schloss Eggenberg. Samichlaus — это марка крепкого лагера в стиле доппельбок. Пиво варится один раз в год, 6 декабря, а затем выдерживается в течение 10 месяцев и традиционно готово к употреблению на следующее Рождество. Содержит 32 % экстракта и 14 % об. и является одним из самых крепких сортов пива из производимых регулярно. Высокое содержание экстракта и спирта обуславливает долгосрочное хранения — пять лет и более. Произведено было начато в 1984 году швейцарской пивоварней Brauerei Hürlimann в Цюрихе, которая была закрыта в 1997 году. Торговая марка Samichlaus была куплена австрийской пивоварней Schloss Eggenberg, которая начала производство рождественского пива на своем пивоваренном заводе в 2000 году. Название пива происходит из Швейцарии, где Samichlaus носит имя Санта-Клаус. Пиво отличается тёмно-медовым цветом, ореховым ароматом и богатым и сложным вкусом, сочетающим в себе нотки солода, фруктов и алкоголя.

### Траппистское пиво

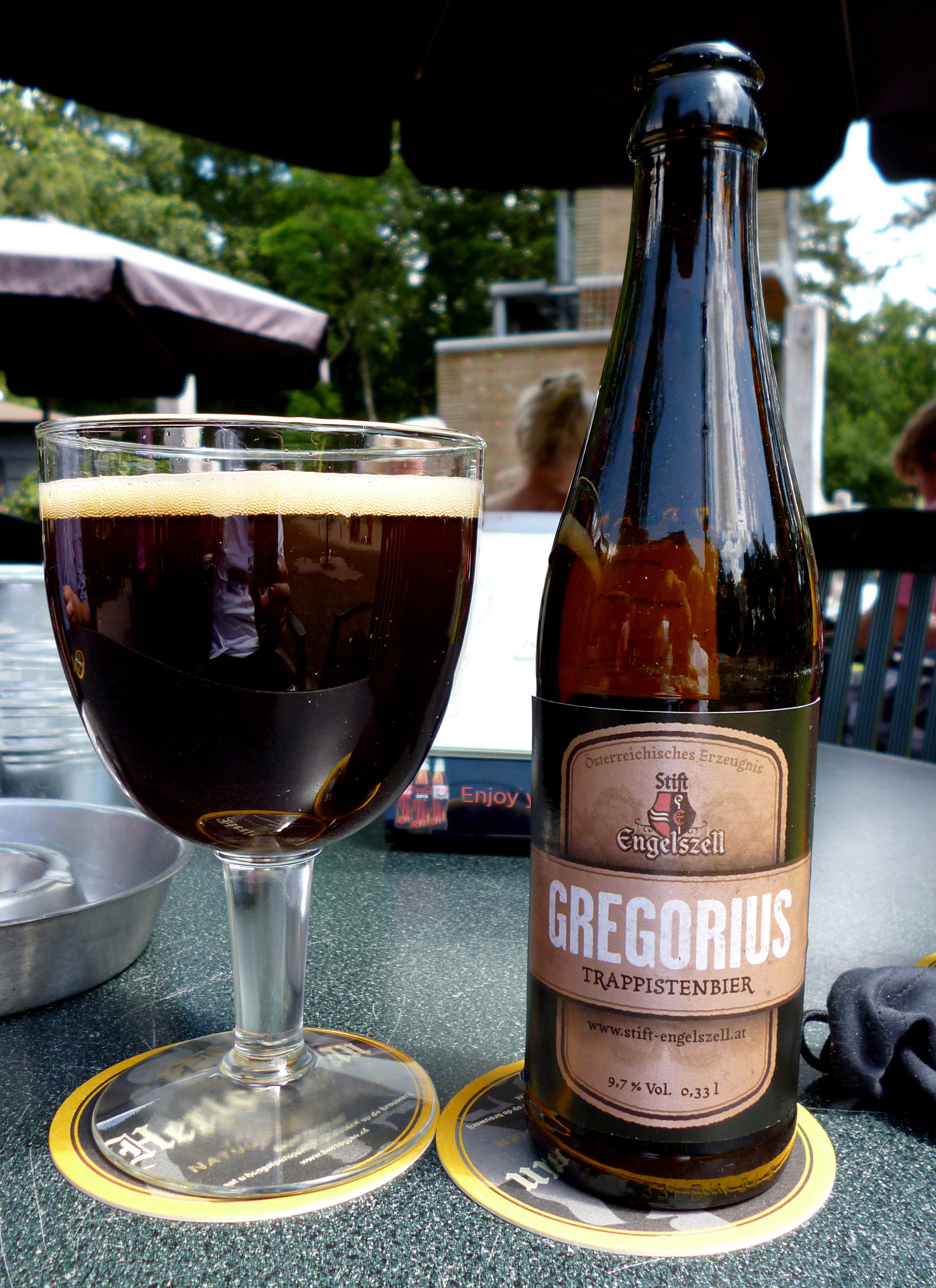
Пиво Engelszell

Траппистское пиво (Bière trappiste, Trappistenbier) — пиво, сваренное монахами-траппистами или под их контролем. Во всем мире насчитывается 174 траппистских аббатства, и только восемь из них (шесть в Бельгии, одно в Нидерландах и одно в Австрии) производят траппистское пиво и имеют право ставить на этикетках логотип «Аутентичные траппистский продукт», означающий соответствие стандарту «Международной траппистской ассоциации».
Engelszell — австрийское траппистское пиво, которое производится и разливается в пивоварне аббатства Stift Engelszell, недалеко от Энгельхартсцелль-ан-дер-Донау в провинции Верхняя Австрия. В аббатстве варили собственное пиво с 1590 года, однако в 1929 году производство прекратилось. В ноябре 2011 года началось строительство нового завода. Он установлен в существующие хозяйственные постройки монастыря и имеет возможность производить до 2500 гектолитров в год. 8 февраля 2012 года на новом пивоваренном заводе в австрийском аббатстве варят первое траппистское пиво после закрытия пивоварни в 1929 году. Новое австрийское пиво, появившееся на прилавках в мае 2012 года, произведено методом верхового брожения в двух вариантах: Engelszell Benno — светлое пиво с содержанием алкоголя 6,9 % об., и Engelszell Gregorius — тёмное пиво с содержанием алкоголя 9,7 % об.

## Австрийские пивоварни

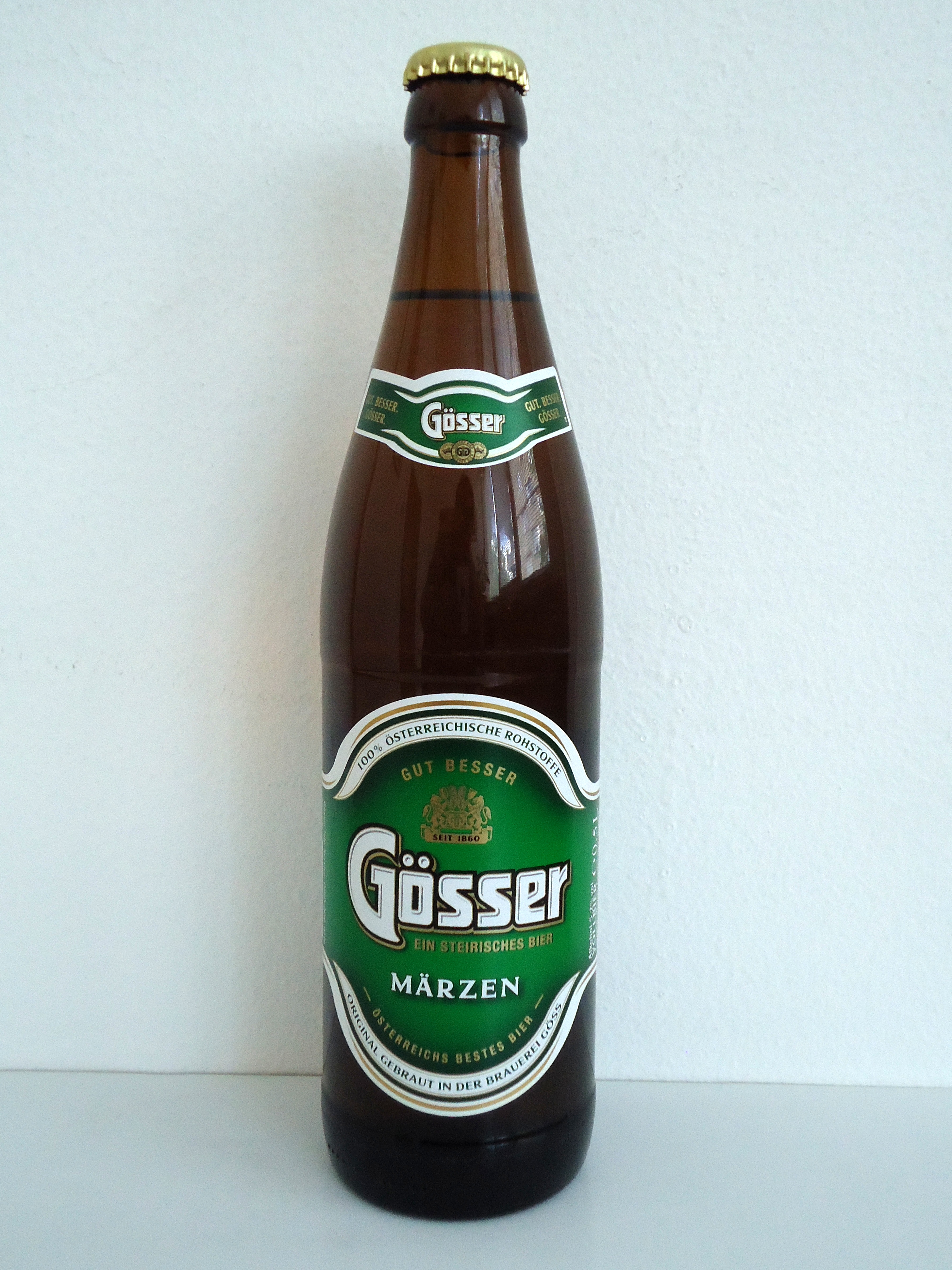
Gösser Märzen

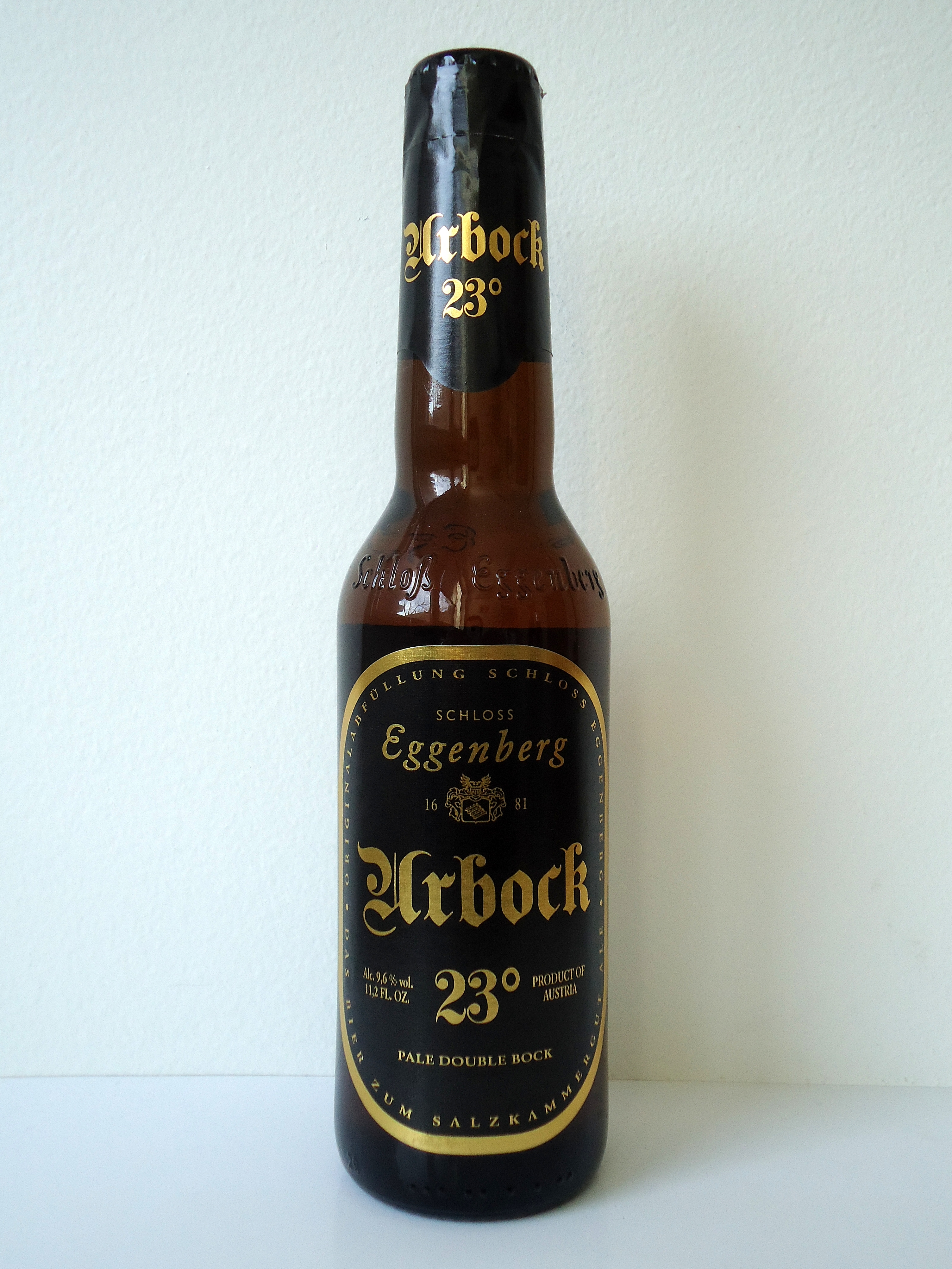
Schloss Eggenberg Urbock 23

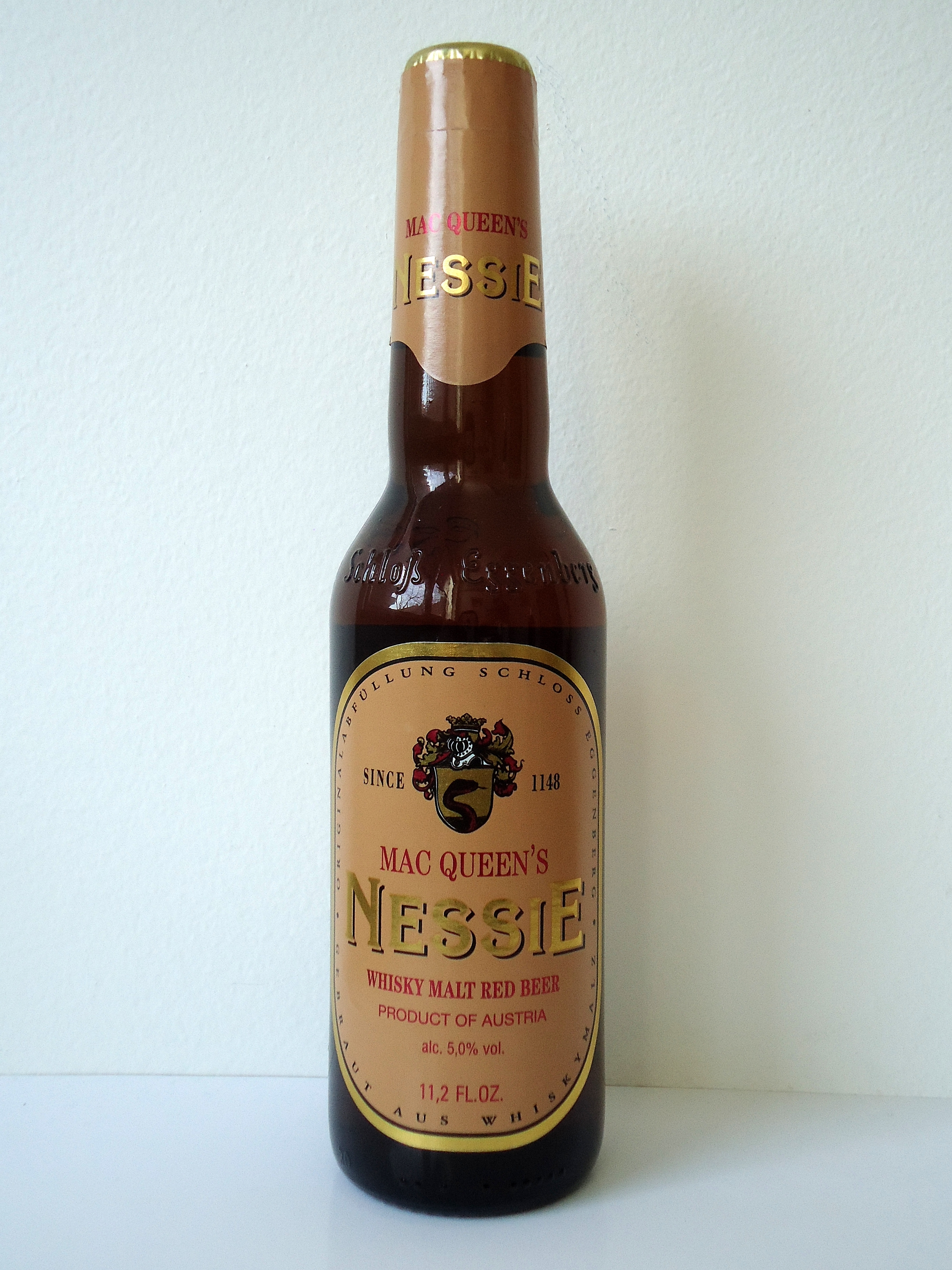
Schloss Eggenberg Nessie

Самый большой пивоваренный завод в Австрии — «Brau-Union AG», он объединяет несколько пивоварен с долей рынка 56 %.
- Brau Union Österreich AG (собственность Heineken):
  - Brauerei Gösser
  - Brauerei Zipfer
  - Brauerei Schwechat
  - Brauerei Wieselburger
  - Brauerei Puntigamer

Крупные пивоваренные заводы с объемом производства более 500000 гектолитров в год:
- Brauerei Stiegl
- Ottakringer Brauerei

Средние пивоваренные заводов с объемом производства от 100 000 до 500 000 гектолитров в год:
- Vereinigte Kärntner Brauereien
- Privatbrauerei Fritz Egger
- Brauerei Fohrenburger
- Brauerei Zwettl
- Mohrenbrauerei August Huber
- Schloss Eggenberg
- Brauerei Murauer
- Brauerei Hirt und Josef Sigl

## Известные марки пива
- Edelweiss
- Egger Bier
- Freistädter Bier
- Fohrenburger
- Hirter Privat Pils
- Gösser Märzen
- Goldfassl
- Kaiser Bier
- Kapsreiter
- Ottakringer
- Schwechater
- Stiegl
- Zipfer
- Zwettler